# 绍科南-讷夫蒙捷
绍科南-讷夫蒙捷（法語：Chauconin-Neufmontiers，法語發音：[ʃokɔnɛ̃ nœfmɔ̃tje] ⓘ）是法国法蘭西島大區塞纳-马恩省的一个市镇，属于莫城区。该市镇于1971年由原市镇绍科南（Chauconin）和讷夫蒙捷莱莫（Neufmontiers-lès-Meaux）合并而成。

## 地理
绍科南-讷夫蒙捷（48°58'33"N, 2°50'21"E）面积17.39 平方千米，位于法国法蘭西島大區塞纳-马恩省，该省份为法国北部内陆省份，北起瓦兹省，西接埃松省、马恩河谷省、塞纳-圣但尼省和瓦兹河谷省，南至卢瓦雷省，东南接约讷省，东临马恩省和奥布省，东北接埃纳省。
与绍科南-讷夫蒙捷接壤的市镇（或旧市镇、城区）包括：克雷日莱莫、伊韦尔尼、莫城、蒙蒂永、庞沙尔、勒普莱西莱韦克、特里尔巴杜、维勒努瓦、维勒鲁瓦。
绍科南-讷夫蒙捷的时区为UTC+01:00、UTC+02:00（夏令时）。

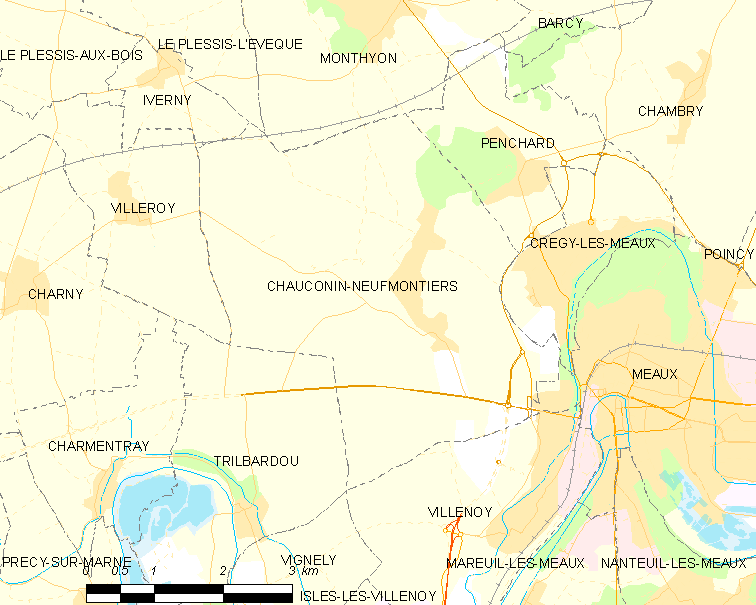
绍科南-讷夫蒙捷的OSM定位图

## 行政
绍科南-讷夫蒙捷的邮政编码为77124，INSEE市镇编码为77335。

## 政治
绍科南-讷夫蒙捷所属的省级选区为克莱-苏伊县。

## 人口

1962-2008年间绍科南-讷夫蒙捷人口变化图示

绍科南-讷夫蒙捷于2022年1月1日时的人口数量为3726人。